# Vibrissomyia pullata
Vibrissomyia pullata är en tvåvingeart som beskrevs av Cortes 1951. Vibrissomyia pullata ingår i släktet Vibrissomyia och familjen parasitflugor. Inga underarter finns listade i Catalogue of Life.